# Provinciale weg 512
De provinciale weg N512, ook wel N512, is een provinciale weg in de provincie Noord-Holland die vanaf Alkmaar via Egmond aan den Hoef en Egmond-Binnen en eindigt in Bakkum ten noorden van Castricum. Bij Alkmaar sluit de weg aan op de N9 die daar onderdeel is van de Ring Alkmaar. 
De N512 loopt door en langs de volgende plaatsen:
- Alkmaar
- Egmond aan den Hoef
- Rinnegom
- Egmond-Binnen
- Bakkum

Het traject loopt voor het grootste deel parallel aan het Noordhollands Duinreservaat. Vanaf Egmond aan den Hoef buigt de weg af en gaat door een polder. De maximumsnelheid ligt tussen Alkmaar en Egmond aan den Hoef op 80 kilometer per uur. Tussen Egmond aan den Hoef en Bakkum is de maximale snelheid 60 kilometer per uur.
N23 · N194 · N196 · N197 · N198 · N199 · N200 · N201 · N202 · N203 · N204 · N205 · N206 · N207 · N208 · N209 · N210 · N211 · N212 · N213 · N214 · N215 · N216 · N217 · N218 · N219 · N220 · N221 · N222 · N223 · N224 · N225 · N226 · N227 · N228 · N229 · N230 · N231 · N232 · N233 · N234 · N235 · N236 · N237 · N238 · N239 · N240 · N241 · N242 · N243 · N244 · N245 · N246 · N247 · N248 · N249 · N250 · N307

N401 · N402 · N403 · N404 · N405 · N406 · N407 · N408 · N409 · N410 · N411 · N412 · N413 · N414 · N415 · N416 · N417 · N418 · N419 · N420 · N421 · N439 · N440 · N441 · N442 · N443 · N444 · N445 · N446 · N447 · N448 · N449 · N450 · N451 · N452 · N453 · N454 · N455 · N456 · N457 · N458 · N459 · N460 · N461 · N462 · N463 · N464 · N465 · N466 · N467 · N468 · N469 · N470 · N471 · N472 · N473 · N474 · N475 · N476 · N477 · N478 · N479 · N480 · N481 · N482 · N483 · N484 · N487 · N488 · N489 · N490 · N491 · N492 · N493 · N494 · N495 · N496 · N497 · N498 · N501 · N502 · N503 · N504 · N505 · N505 (Andijk) · N506 · N507 · N508 · N509 · N510 · N511 · N512 · N513 · N514 · N515 · N516 · N517 · N518 · N519 · N520 · N521 · N522 · N523 · N524 · N525 · N526 · N527 · N806 · N830 · N848

Cursief vermelde wegen zijn voormalige Provinciale wegen